# Klaus Biesenbach

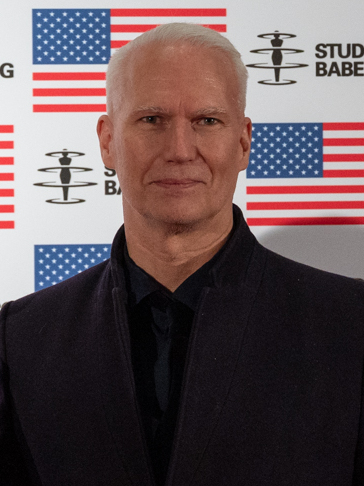
Klaus Biesenbach (2023)

Klaus Biesenbach (* 1966 in Bergisch Gladbach) ist ein deutsch-US-amerikanischer Kurator und Museumsdirektor. Seit 2022 ist er Direktor der Neuen Nationalgalerie. Zuvor war er Direktor des Museum of Contemporary Art, Los Angeles (MOCA), Chief Curator at Large am Museum of Modern Art (MoMA) in New York City und Leiter der New Yorker Kunsthalle MoMA P.S.1. Außerdem war er Gründungsdirektor der Kunst-Werke (heute KW Institute for Contemporary Art in Berlin) und Mit-Initiator der Berlin Biennale.

## Leben und Karriere
Biesenbach studierte zunächst Medizin in München und dann Berlin bis zum ersten Staatsexamen. Als er 1989 während eines Aufenthalts in New York Fernsehbilder vom Fall der Berliner Mauer sah, beschloss er, nach Berlin zu ziehen. Er mietete dort mit Kommilitonen eine ehemalige Margarine-Fabrik in Berlin-Mitte, nannte sie „Kunst-Werke“ (KW) und bot dort in kürzester Zeit ein internationales Programm mit Ausstellungen und Gast-Ateliers für Künstler und Clubs. Parallel arbeitete er als Assistent bei Katharina Sieverding an der Hochschule der Künste (HdK) (heute Universität der Künste Berlin) in Berlin.
Biesenbach war 1996 Mitbegründer der Berlin Biennale. Unter seiner künstlerischen und geschäftsführenden Leitung wurden die KW und die Berlin Biennale als Eigeninitiativen ins Leben gerufen und sind heute von Bund und Land geförderte Institutionen.
Im Jahr 1997 gastierte Biesenbach auf der „Documenta X“ mit Hybrid WorkSpace. 1998 richteten die „Kunst-Werke“ unter seiner Leitung die erste Berlin Biennale aus. Er war zudem 1997 jüngstes Mitglied der internationalen Jury für die Venedig Biennale und fungierte 2002 als Ko-Kurator der Shanghai Biennale.
Im Jahr 2004 wurde Biesenbach als Kurator an das Museum of Modern Art New York berufen. Zwei Jahre später wurde er zum Chefkurator ernannt und gründete eine neue Abteilung für Medienkunst, die 2009 zu der Abteilung für Medien- und Performancekunst erweitert wurde, um den verstärkten Fokus des Museums auf das Sammeln, Bewahren und Ausstellen von Performance-Kunst zu reflektieren. Als Chefkurator der Abteilung leitete Biesenbach eine Reihe neuartiger Initiativen, darunter die Einführung einer neuen Ausstellungsreihe für Performance-Kunst, eine fortlaufende Reihe von Workshops für Künstler und Kuratoren, Ankäufe von Medien- und Performance-Kunst sowie die Präsentation einer großen Retrospektive des Werks von Marina Abramović im Jahr 2010 durch das Museum.
Ab 2010 leitete Biesenbach zusätzlich die MoMA-Dependance MoMA P.S.1, einer Institution für zeitgenössische Kunst in einer früheren Schule in Queens (Stadtteil von New York City). 2018 verließ er das MoMA und wurde zum Direktor des Museum of Contemporary Art (MOCA) in Los Angeles ernannt (ab 2021 Künstlerischer Direktor).
Seit 1. Januar 2022 ist er Direktor der Neuen Nationalgalerie der Staatlichen Museen zu Berlin. Damit zeichnet er auch verantwortlich für das Museum Berggruen, die Sammlung Scharf-Gerstenberg und das im Bau befindliche Museum berlin modern.
Im November 2024 erfolgte in der Neuen Nationalgalerie die Eröffnung der Ausstellung This Will Not End Well der jüdischen New Yorker Fotografin Nan Goldin, die Israel wegen seiner Vergeltung nach dem 7. Oktober 2023 einen Genozid in Gaza vorgeworfen hatte. Angesichts der aktuellen israelischen Kriegführung in Gaza, was sie dort sehe, erinnere sie an die Pogrome im zaristischen Russland, denen ihre Großeltern, die außerdem den Holocaust überlebt haben, entronnen seien. Israel begehe gerade einen Völkermord. Biesenbach, der anschließend eine Gegenposition formulieren wollte, wurde von propalästinensischen Aktivisten im Publikum mit lautstarken Sprechchören zunächst daran gehindert. Als sich die Lage beruhigt hatte, las er die Rede noch einmal vor. In Reaktion darauf äußerte er sich im Spiegel über den historischen Eklat und den schwierigen Umgang mit politischer Korrektheit.

## Ehrungen
Klaus Biesenbach wurde 2016 mit dem Bundesverdienstkreuz am Bande ausgezeichnet.
Im Jahr 2018 erhielt er die Ehrenerklärung der Stadt New York für seine Verdienste.
Biesenbach erhielt wichtige Auszeichnungen der Kunstwelt in Form von Preisen wie dem International Association of Art Critics (AICA) für das Kuratieren von Ausstellungen wie Marina Abramović: The Artist is Present (2010) und Pipliotti Rist: Pour Your Body Out (7354 Cubic Meters) (2008) im MoMA sowie AICA-Auszeichnungen für 100 Years (version #2 PS1, Nov 2009) im MoMA PS1 und MoMA QNS sowie für Kenneth Anger (2009) im MoMA PS1 und Fassbinder: Berlin Alexanderplatz (2007) im MoMA PS1. Er ist auch AICA-Preisträger für das ko-kuratieren von Roth Time: A Dieter Roth Retrospective (2004). Biesenbach wurde 2021 von der New York Academy of Art mit dem Ehrendoktor der Bildenden Künste ausgezeichnet.

## Ausstellungen
Mit The Artist Is Present von Marina Abramović zeigte er 2010 eine der erfolgreichsten und mit der Schau der isländischen Sängerin Björk eine der umstrittensten Ausstellungen in der Geschichte des MoMA.
Als Direktor des Museum of Contemporary Art (MOCA) in Los Angeles führte Klaus Biesenbach den freien Eintritt in das Museum ein, er gründete den ersten Umweltrat eines amerikanischen Museums und rief den Performance Space Wonmi's Warehouse Programs ins Leben. Er gab außerdem Bill and Coo von Larry Bell sowie Untitled von Barbara Kruger als Kunstobjekte im öffentlichen Raum in Auftrag.
Während der COVID-19-Pandemie stellte Biesenbach das Programm des Museums online im virtuellen MOCA zur freien Verfügung. Er führte 25 digitale Atelierbesuche mit internationalen Künstlern durch, die über die Website des Museums, die sozialen Medien und YouTube veröffentlicht wurden. Darüber hinaus generierte er Einkommen für das Museum mit von den Künstlern Yoko Ono, Catherine Opie, Pipilotti Rist, Mark Grotjahn, Barbara Kruger, Hank Willis Thomas, Virgil Abloh und Alex Israel gestalteten Mund-Nase-Bedeckungen, die in Zusammenarbeit mit der Warhol Foundation, den Qatar Museen und K11 Hongkong weltweit verkauft wurden.

### Ausstellungen organisiert und ko-kuratiert in der Neue Nationalgalerie (Auswahl)
- Allora & Calzadilla: Stop, Repair, Prepare: Variations on „Ode to Joy“ for a Prepared Piano (2022)[29]
- Simone Forti: Huddle (2022)[30]
- Ein Tag im Grünen: Programm in den Gärten des Kulturforums (2022)[31]
- Sound in the Garden, Konzertreihe initiiert von Klaus Biesenbach (2022)[32]
- Maria Kulikovska: »254«, Performance (2022)[33]
- Our Space to Help: Spendenaktion in der Neuen Nationalgalerie, initiiert von Klaus Biesenbach, in Zusammenarbeit mit Anne Imhof und Olafur Eliasson (2022)[34]
- Sascha Wiederhold: Wiederentdeckung eines vergessenen Künstlers (2022/23)
- Tehching Hsieh und Gerhard Richter (2023)
- Ulrich Rückriem: 40 Bodenreliefs (2023/24)
- Andy Warhol: Velvet Rage and Beauty (2024)
- Nan Goldin: This Will Not End Well (2024)

## Publikationen (Auswahl)
Klaus Biesenbach hat Texte zu Ausstellungskatalogen und Sammelbände verfasst, sowie Artikel in Kunstzeitschriften veröffentlicht, darunter Art & Australia, Artforum International und Flash Art International. Er schrieb die monatliche Kolumne „Erdkunde“ für das deutsche Kunstmagazin Monopol. erschienen sind außerdem:
- mit Bettina Funcke, Jonathan Lill, Oliver Shultz: MoMA PS1: A History. Museum of Modern Art, New York 2019, ISBN 978-1-63345-069-1
- mit Christophe Cherix, Julia Bryan-Wilson, Jon Hendricks, Clive Phillpot: Yoko Ono: One Woman Show, 1960-1971. Museum of Modern Art, New York 2015, ISBN 0-87070-966-6
- mit Aino Laberenz, Anna-Catharina Gebbers, Susanne Pfeffer: Christoph Schlingensief. Koenig Books, Köln 2014, ISBN 978-3-86335-495-4
- mit Neville Wakefield und Cornelia Butler: Greater New York 2010.MoMA PS1, Long Island City 2005, ISBN 0-87070-987-9
- mit Agustin Perez Rubio, Beatrix Ruf und Ugo Rondinone: The Night of Lead: Ugo Rondinone. Hatje Cantz, Ostfildern 2010, ISBN 3-7757-9006-3
- Klaus Biesenbach (Hrsg.): The Artist is Present: Marina Abramović. The Museum of Modern Art, New York 2009, ISBN 978-0-87070-747-6
- mit Brooke Davis Anderson, Michael Bonesteel, Carl Watson, Henry Darger: Henry Darger. Prestel, München/New York 2009, ISBN 978-3-7913-4210-8
- Klaus Biesenbach (Hrsg.): Political, Minimal. Verlag für moderne Kunst, Nürnberg 2008, ISBN 978-3-941185-07-4
- mit Marina Abramović, Chrissie Iles und Kristine Stiles: Marina Abramović. Phaidon, New York/London 2008, ISBN 978-0-7148-4802-0
- mit Georges Bataille und Susan Sontag: Into Me / Out of Me. Hatje Cantz, Oastfildern 2007, ISBN 978-3-7757-2041-0
- In Bildern denken Kunst, Medien und Ethik. Lindinger + Schmid, Regensburg 2007, ISBN 978-3-929970-66-1
- mit Vanessa Adler, Ellen Blumenstein and Felix Ensslin (Hrsg.): Zur Vorstellung des Terror: RAF. Steidl, Göttingen 2005, ISBN 3-86521-102-X

### Auswahl digitales Programm MOCA - 25 virtuelle Atelierbesuche

#### Staffel 2
- Sarah Sze (März 2021)
- Doris Salcedo (Februar 2021)
- Doug Aitken (Februar 2021)
- William Kentridge (Februar 2021)
- Simone Forti (Januar 2021)
- Mickalene Thomas (Dezember 2020)
- Jeff Koons (unreleased) (November 2020)
- Tomás Saraceno (Oktober 2020)
- Huma Bhabha (Oktober 2020)
- Pipilotti Rist (September 2020)

#### Staffel 1
- Marina Abramović (Juni 2020)
- Hank Willis Thomas (Juni 2020)
- Elizabeth Peyton (Mai 2020)
- Ólafur Elíasson (Mai 2020)
- Camille Henrot (März 2020)
- Arthur Jafa (Mai 2020)
- Katharina Grosse (Mai 2020)
- Marilyn Minter (Mai 2020)
- Nancy Rubens (Mai 2020)
- Anicka Yi (April 2020)
- Mark Grotjahn (April 2020)
- Catherine Opie (April 2020)
- Mary Weatherford (April 2020)
- Shirin Neshat (April 2020)
- Korakrit Arunanondchai (April 2020)